# هجوم قاعدة عين الأسد الجوية 2023
في 18 أكتوبر 2023 هوجمت قاعدة عين الأسد الجوية بطائرة مسيرة، والتي تضم قوات متعددة الجنسيات، منها قوات أمريكية من قبل مقاتلي تشكيل الوارثين القادمين من العراق. الواقعة في غرب العراق.

## الحادثة
الهجوم الأول وقع في وقت مبكر من يوم الأربعاء بطائرتين مسيرتين استهدفتا قاعدة عين الأسد. وتم اعتراض إحدى المسيرتين، لكنها انفجرت مما أدى إلى وقوع إصابات طفيفة وإلحاق أضرار ببعض المعدات. واستهدف الهجوم الثاني قاعدة حرير الجوية التي تضم قوات أميركية في أربيل بشمال العراق، حسبما قال المسؤولان الأميركيان ومسؤول أمني عراقي ودبلوماسي غربي. أعلنت تدعى تشكيل الوارثين مسؤوليتها عن الهجوم على قاعدة حرير الجوية.